# Strijkkwartet in F majeur
Het Strijkkwartet in F majeur is een compositie van Niels Gade. Het was zijn tweede werk voor het traditionele strijkkwartet na een Allegro in a mineur voor strijkkwartet uit 1836, een echt jeugdwerk. Gade was rond 1840 in de ban geraakt van Johann Wolfgang von Goethe en had al enige teksten gebruikt voor zijn liederen. Gade baseerde zijn strijkkwartet in F majeur op het gedicht Willkommen und Abschied van de Duitse dichter. Gades vermeldde in zijn muzikaal dagboek dat hij in juni 1840 begon met dit werk en later dat hij bijna klaar was met een driedelig werk voor strijkkwartet. Dat was wel tegen de toenmalige traditie, een strijkkwartet had traditioneel vier delen. Het door Gades bedoelde slotdeel werd daarbij ook nooit voltooid.
Het strijkkwartet kent drie delen:
1. Allegro di molto
2. Adagio con espressione
3. Serenata scherzando

Het werk sneeuwde geheel onder door Gades succes met Efterklange af Ossian en men besteedde er, net als de componist, jarenlang geen aandacht meer aan. Het werk is dan ook alleen te vinden in uitgaven waarin de muziekkeus terug te voeren is op al zijn werken voor strijkkwartet, dan wel een compilatie van zijn jeugdwerken. Overigens werd geen van Gades strijkkwartet een succes.

## Discografie
Het Zweedse platenlabel BIS Records verzorgde een tweetal uitgaven, Dacapo uit Denemarken gaf het ook uit.